# 007は二度死ぬ (映画)
『007は二度死ぬ』（ゼロゼロセブンはにどしぬ、原題: You Only Live Twice）は、1967年のアクションスパイ映画。「ジェームズ・ボンド」の第5作に当たる。アルバート・ブロッコリとハリー・サルツマンが共同製作、ルイス・ギルバートが監督、ロアルド・ダールが脚本を務めた。原作はイアン・フレミングの同名小説。
ストーリーが原作と懸け離れているのは本作に限った話ではないが、本作においては007が冒頭で（偽装ではあるが）死んでおり、「007は二度死ぬ」（You Only Live Twice - 人生は二度しかない）のタイトルが、文字通りの意味となっている。
本作は、オープニングのイギリス植民地の香港のシーンと、米ソの軍関係者が非難の応酬をするレーダー基地のシーン（イギリス国内で撮影）を除き、舞台はすべて日本国内である。
また、特殊部隊の訓練場を姫路城に設定しているほか、鹿児島県坊津の漁村や霧島山新燃岳などでもロケを行い、付近一帯ではボンドのオートジャイロ「リトル・ネリー」（WA-116）とスペクターのヘリコプター部隊の空中戦シーンの一部を空中撮影するなど大規模なロケを行った。
丹波哲郎が日本の情報機関 のボスとしてほぼ全編にわたって登場する。また、初の日本人ボンドガールとして若林映子と浜美枝が登場するほか、第50代横綱佐田の山が本人役で登場する。しかし日本人に化けたボンドが日本の公安エージェントと偽装結婚したり、丹波演じる日本の公安のトップの移動手段が丸ノ内線の専用車両だったり、さらに公安所属の特殊部隊が忍者だったりと、非現実的で荒唐無稽な描写もある。

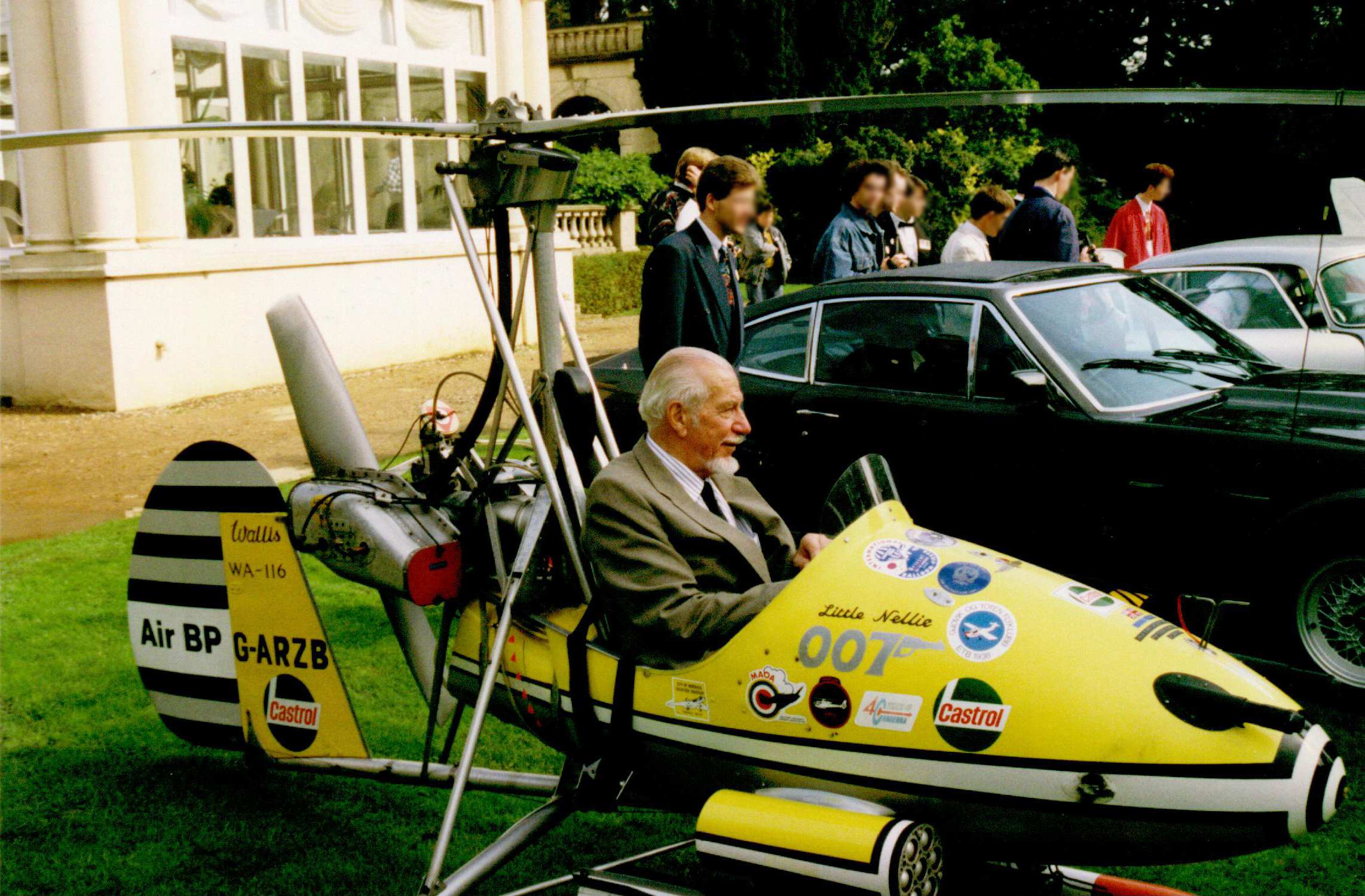
「リトル・ネリー」

## ストーリー
アメリカの宇宙船ジュピター16号が謎の飛行物体に捕獲されるという事件が起こり、アメリカとソビエト連邦（ソ連）の関係は一触即発の状態になる。そんな中、イギリスの情報機関であるMI6は、その飛行物体が日本周辺から飛び立っているという情報をつかむ。その情報の真偽を確かめるために、ジェームズ・ボンド（ショーン・コネリー）がMI6により日本へ派遣されることになる。
ボンドは敵の目を欺くため、イギリスの植民地の香港の売春宿で、情報部により用意された現地の女性リン（ツァイ・チン）の手引きによって、寝室になだれ込んだ殺し屋にマシンガンで銃撃され死んだふりをする。その後、ビクトリア・ハーバー内に停泊するイギリス海軍のフリゲート上で水葬され、彼を回収したイギリス海軍の潜水艦で秘密裏に日本へ向かう。なおボンドはオックスフォード大学で日本語を学んでいることが明らかにされる。
日本上陸後は、横綱佐田の山の仲介により蔵前国技館で謎の女アキ（若林映子）と会い、彼女を通じて日本の公安のトップ、タイガー田中（丹波哲郎）に会う。さらにタイガー田中から紹介された捜査協力者である在日オーストラリア人のヘンダーソン（チャールズ・グレイ）を訪れるが、彼は面会の最中に殺されてしまう。
その殺し屋は大里化学工業の本社から送られた者だと知ったボンドは、化学薬品を取り扱うビジネスマンを装って大里化学工業の東京本社に赴き、大里社長（島田テル）とその秘書ヘルガ・ブラント（カリン・ドール）と面会する。しかし、大里は相手が身分を偽っていることに気づき、ヘルガに殺害を命じる。ボンドはアキの助けで難を逃れ、大里化学工業所有の貨物船が事件に関わっていると睨んで貨物船が停泊する神戸港に向かうが、そこで敵側と乱闘になり捕らえられてしまう。
脱出に成功したボンドは、あらかじめ呼び寄せたQ（デスモンド・リュウェリン）から受け取った「リトル・ネリー」に乗り、事件との関連が疑われる島上空へ調査に向かう。そこへ数機のヘリコプターが現れ交戦状態になる。ボンドはリトル・ネリーの各種装備を駆使してこれを撃退する。
しかしその頃、ソ連が打ち上げた宇宙船が謎の飛行物体に捕獲され、事態はさらに悪化していく。実は、島の火山の内部が敵の基地であり、米ソの宇宙船を捕らえている飛行物体は火口湖を装ったハッチから出入りしていた。その首謀者はスペクターのブロフェルド（ドナルド・プレザンス）で、米ソ間の緊張を高めて互いに攻撃させ、両者が共倒れになった後に依頼主であり飛行物体を提供した某国（容姿は東洋系）が世界を征服し、多額の報酬を得ることが目的であった。
ボンドはタイガー田中の配下が控える姫路城で武術の訓練を受けるが、敵の刺客たちは訓練所にも潜入し、アキは身代わりの形で毒殺され、ボンドは格闘訓練中にも襲われる。その後、田中はボンドを日本人漁師に変装させて島へ潜入させる作戦を開始する。ボンドは田中の部下でもある島の海女のキッシー鈴木（浜美枝）と偽装結婚し、島の火山を調査し始める。
島の火山の火口湖が偽装された人工物であることに気づいたボンドは、同行していたキッシー鈴木を田中への連絡のため一時帰らせ、一人で潜入を試みる。基地に潜入したボンドは、捕らえられ監禁されていた米ソの宇宙飛行士達を解放し、自らは宇宙服を着て変装し打ち上げられようとしていたスペクターの宇宙船に乗り込もうとする。しかし、装備の扱い方が誤っていることをブロフェルドに見抜かれ、正体が露見して捕らえられてしまう。
ブロフェルドは予定通り捕獲用宇宙船を打ち上げるが、そこに田中率いる攻撃隊が到着し総攻撃を開始。発見されて迎撃を受けるも基地に侵入し、ボンドも彼等に合流する。ボンドはコントロールルームに侵入し、間一髪でスペクターの宇宙船を自爆させることに成功する。ヘルガと大里はブロフェルドに失敗の責任を問われ処刑され、ボンドは殺し屋のハンス（ロナルド・リッチ）を格闘の末にピラニア池に葬り去る。
ボンドを撃とうとして、田中の銃撃で拳銃を弾き飛ばされたブロフェルドは、火山基地の自爆装置を作動させ逃亡するが、ボンドを含む攻撃隊の生き残りは脱出に成功する。ボンドとキッシーは味方機から投下されたゴムボートに乗り漂流していたところを、イギリス海軍の潜水艦に救助されるのだった。

## キャスト

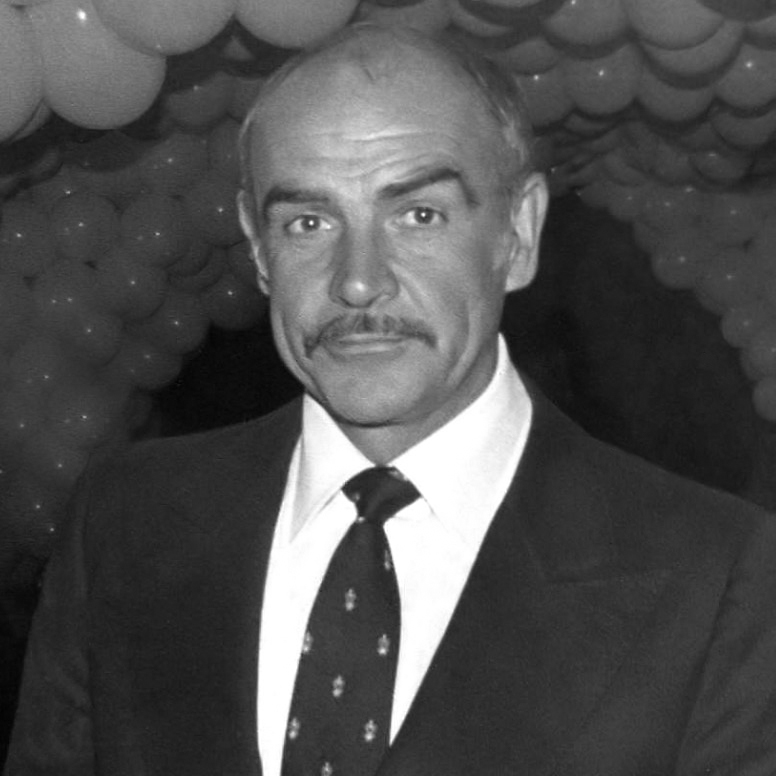
主人公のショーン・コネリー

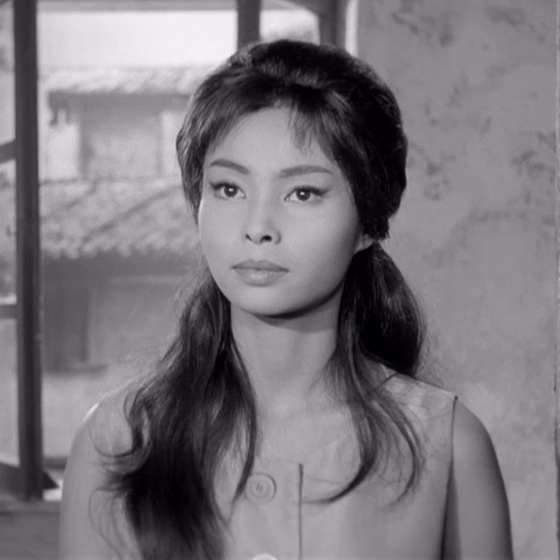
若林映子

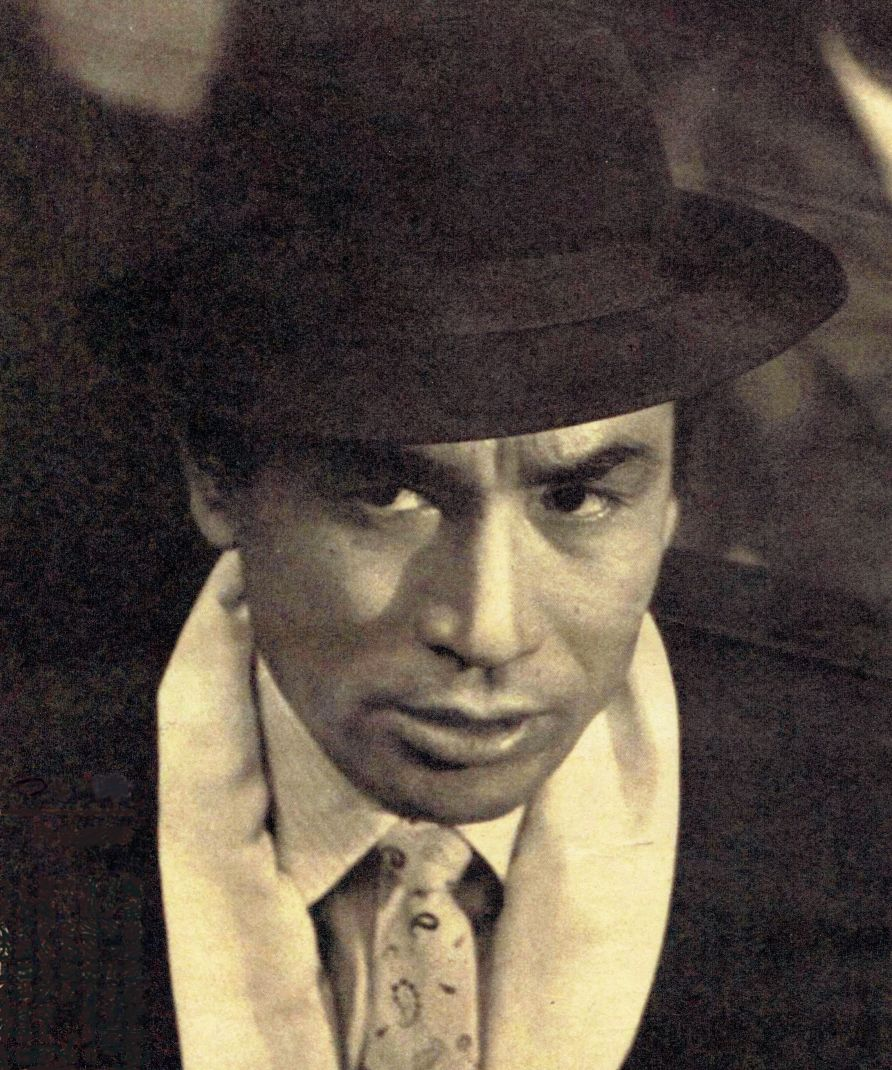
丹波哲郎

- ジェームズ・ボンド - ショーン・コネリー
- アキ - 若林映子[6][5][8]
- タイガー田中 - 丹波哲郎
- キッシー鈴木 - 浜美枝[7]
- 大里 - 島田テル
- ヘルガ・ブラント - カリン・ドール[9]
- マネーペニー - ロイス・マクスウェル
- Q - デスモンド・リュウェリン
- ディッコ・ヘンダーソン - チャールズ・グレイ
- M - バーナード・リー
- ブロフェルド - ドナルド・プレザンス
- 公安調査員 - 牧村純子
- 海女 - 松岡きっこ[10]
- 湯女4 - 永積靖子
- リン - ツァイ・チン
- 運転手 - ピーター・メイビア[11]
- No.3 - バート・クウォーク
- No.4 - マイケル・チャウ
- ハワイ管制官 - エド・ビショップ
- 米国国防長官 - アレクサンダー・ノックス
- ハンス - ロナルド・リッチ
- 暗殺者 - デビッド・トグリ
- 力士 - 佐田の山晋松、琴櫻傑將、富士錦猛光
- 行司 - 2代式守伊三郎
- 大里の手下 - 松崎真

### ボンドガール
ボンドガールは日本から若林映子と浜美枝の2人の女優が抜擢され、さらにカリン・ドールとツァイ・チンが出演した。
ヘルガ役を演じたカリン・ドールは、生涯を通じてドイツ人唯一のボンド・ガールとして知られた。

### 悪役
悪役のブロフェルドは、有名な性格俳優のドナルド・プレザンスが演じた。彼は映画『大脱走』（1963年）で目が不自由な穏やかで態度の良い捕虜コリン・ブライスとして出演し評価された。プレザンスは、宗教叙事詩『偉大な生涯の物語』（1965年）でルシファーを演じた。さらにプレザンスは『ミクロの決死圏』（1966年）『将軍たちの夜』（1967年）、ブロフェルドの顔がはっきりと見られる最初の映画である本作品、インディアン西部劇『ソルジャー・ブルー』（1970年）、『Watch Out, We're Mad』（1974年）、ナチスの幹部ハインリヒ・ヒムラー役で『鷲は舞い降りた』（1976年）にも出演した。彼のキャラクターの解釈は、主にそれをパロディ化し成功した『オースティン・パワーズ』の映画シリーズでコミカルな悪役であるDr.イーブルの人気を大衆化させた。
1971年、彼は『荒野の千鳥足』のようなアウトバックドラマで、オーストラリアのアルコール中毒医師の役を演じた。
テレビ・ドラマでは彼は『刑事コロンボ』第19話「別れのワイン」（1973年）で犯人のワイン醸造会社の経営者エイドリアン・カシーニ役を演じ、これも高く評価された。

### 日本語吹替
公開から約10年後の1978年4月3日に、TBSの『月曜ロードショー』で日本語版が放送された際、丹波哲郎と浜美枝が自らのセリフの吹き替えを行って話題になった。当時芸能界を引退していた若林映子は代役を立てられたものの、若林を起用するプランもあった模様で若林が当時、手の怪我のために吹き替えの収録に参加できなかったという説と、若林が芸能界を引退していたため連絡が取れなかったという説がある。
なお、この『月曜ロードショー』版のガンバレル〜タイトルバックまではオリジナルとは前後異なる編集をされていた。これは本家イギリスでのテレビ放送でも同様の編集をされていた。1976年に日本でリバイバル上映された際、同様の編集をされており、その編集の真意は現在も不明である。
メインキャスト以外の日本語はすべて当時録音されたものをそのまま使用しているため、場面によっては会話が成立していないように感じる部分もあるが、これは現在も改善されていない。
| 役名                               | 俳優                     | 日本語吹替                                    | 日本語吹替                                              | 日本語吹替 |
| 役名                               | 俳優                     | TBS版                                         | ソフト版                                                |            |
| ---------------------------------- | ------------------------ | --------------------------------------------- | ------------------------------------------------------- | ---------- |
| ジェームズ・ボンド                 | ショーン・コネリー       | 若山弦蔵                                      | 若山弦蔵                                                |            |
| アキ                               | 若林映子                 | 小宮和枝                                      | 八十川真由野                                            |            |
| タイガー田中                       | 丹波哲郎                 | 丹波哲郎                                      | 谷口節                                                  |            |
| キッシー鈴木                       | 浜美枝                   | 浜美枝                                        | 小林沙苗                                                |            |
| 大里                               | 島田テル                 | 藤本譲                                        | 浦山迅                                                  |            |
| ヘルガ・ブラント                   | カリン・ドール           | 弥永和子                                      | 宮寺智子                                                |            |
| ミス・マネーペニー                 | ロイス・マクスウェル     | 花形恵子                                      | 泉裕子                                                  |            |
| Q                                  | デスモンド・リュウェリン | 田中康郎                                      | 白熊寛嗣                                                |            |
| ヘンダーソン                       | チャールズ・グレイ       | 飯塚昭三                                      | 廣田行生                                                |            |
| M                                  | バーナード・リー         | 今西正男                                      | 藤本譲                                                  |            |
| エルンスト・スタヴロ・ブロフェルド | ドナルド・プレザンス     | 辻村真人                                      | 稲垣隆史                                                |            |
| No.3                               | バート・クウォーク       | 伊武雅之                                      |                                                         |            |
| No.4                               | マイケル・チャウ         | 西村知道                                      |                                                         |            |
| リン                               | ツァイ・チン             | 高島雅羅                                      |                                                         |            |
| 潜水艦艦長                         | ジョン・ストーン         | 若本規夫                                      |                                                         |            |
| アメリカ人外交官                   | デヴィッド・バウアー     | 増岡弘                                        |                                                         |            |
| クリス                             | ノーマン・ジョーンズ     | 広瀬正志                                      |                                                         |            |
| 日本女性                           | 永積靖子                 | 山田礼子                                      |                                                         |            |
| ヒューストンのオペレーター         | デヴィッド・ヒーリー     | 幹本雄之                                      |                                                         |            |
| 宇宙飛行士                         | ジョージ・ルービチェク   | 井口成人                                      |                                                         |            |
| アメリカ大統領                     |                          |                                               | 村松康雄                                                |            |
| その他                             | N/A                      | 鈴置洋孝                                      | 佐々木省三 遠藤純一 大久保利洋 奈良徹 小松史法 石上裕一 |            |
| 日本語版スタッフ                   |                          |                                               |                                                         |            |
| 演出                               | 演出                     | 佐藤敏夫                                      | 伊達康将                                                |            |
| 翻訳                               | 翻訳                     | 木原たけし                                    | 平田勝茂                                                |            |
| 効果                               |                          |                                               |                                                         |            |
| 調整                               | 調整                     |                                               | 高久孝雄                                                |            |
| 制作                               | 制作                     | 東北新社                                      | 東北新社                                                |            |
| 解説                               | 解説                     | 荻昌弘                                        |                                                         |            |
| 初回放送                           | 初回放送                 | 1978年4月3日 『月曜ロードショー』 21:02-22:55 | 2006年11月22日発売の DVDに収録                          |            |

- 2010年4月、WOWOWでハイビジョン画質にて完全放映された。

## スタッフ
- 原作 - イアン・フレミング
- 監督 - ルイス・ギルバート
- 製作 - ハリー・サルツマン、アルバート・R・ブロッコリ
- 脚本 - ロアルド・ダール
- 撮影 - フレディ・ヤング
- 編集 - ピーター・ハント
- 主題歌 - You Only Live Twice
- 歌 - ナンシー・シナトラ[19]
- メインタイトル・デザイン - モーリス・ビンダー
- プロダクション・デザイン - ケン・アダム
- 美術 - ハリー・ポットル
- 特殊効果 - ジョン・ステアズ
- 提供 - イオン・プロダクション、ユナイテッド・アーティスツ
- 協力：奥田喜久丸

## 製作

### キャスティング
- 脚本に起用されたロアルド・ダールは、プロデューサーのブロッコリとサルツマンから、「女性を3人出し、最初の女はボンドの味方で敵方に殺され、2番目の女は敵の手先でこれも殺され、3番目の女は殺されず映画の終わりにボンドがものにするように」と指示された。これにより原作に登場するキッシーに、スキとヘルガを加えた3人の登場が決まった。2人の準主役級ボンドガール（敵方のヘルガを除く）が登場するという、異例のキャスティングになったのはこの為である[20]。
- 当初の予定では、浜が公安エージェントの「スキ（Suki）」役であり、若林が海女の「キッシー鈴木（Kissy Suzuki）」役で、ビキニの衣装を着た2人のカメラテストが東京で行われていた[6][8][21]。撮影が始まる前、若林・浜とタイガー・田中役の丹波哲郎は英語特訓のため数週間ロンドンに留学するが、ギルバート監督は浜の英語力ではセリフが難しいスキ役は無理と判断し更迭を考え、丹波に浜の説得を依頼した。だが渋々承知した丹波に翌日ギルバートが結果を尋ねると「浜はホテルの窓から飛び降りると言っている」と聞かされた為、ギルバートはブロッコリと相談の上、2人の役を入れ替え、キッシーのセリフも大幅に減らして、逆にスキの出番を増やすことにした[22][23][注釈 14][4]。そのため、出番が多いのは若林映子であって、浜美枝ではない。またこの際、当初のスキという日本人に馴染まない名前が、若林映子の名前「あきこ」を取ってアキに変更された[6]。一方、キッシー鈴木という役名は原作通りだが、鈴木の姓は劇中では言及されていない。これはキッシーの出番を大幅にカットしたことから生じたミスで、仮編集の段階ではキッシーの名前さえ登場していなかった。これに気付いた監督が、慌てて1つだけ撮ってあったキッシーの名前が出るシーンを差し込んだのだという。
- 浜は東宝の演技課に言われるまま、何の予備知識もなしにホテルニューオータニへ行くとブロッコリらと面会し、本作での起用を告げられたという。ロンドン滞在中は、現地の女性スタッフと部屋を共同で借りていた。ある晩、突然の来訪者があり、誰かと思ったらショーン・コネリーだった。ペットの大型犬をその女性に預かってもらいに来たという。定時の撮影後は、スタッフらから酒宴の誘いが毎晩あり、浜はこれを敬遠した。すると件の女性から「ニンニクを食べてたら寄りつかないわよ」と助言され、ニンニクをせっせと食べるようにしていたところ、ケン・アダムスから「ガーリック・ベビー」というあだ名を付けられた。また一度ダンスホールに誘われて踊っていたところ、ちょうどロンドンに滞在中だった三船敏郎が間に入って来て刀を抜く真似をし、「日本人の誇りを忘れるな」と一喝されたという[24]。
- 若林や浜と違い、すでにイギリス映画やハリウッド映画の出演の経験があった丹波は、この後も何かにつけてプロデューサーや監督と日本人俳優やスタッフとの間に立って潤滑油としての役割を果たしたという。丹波は早口で難しい言葉を連発するタイガーのセリフを全て英語でこなしたが、彼の英語は発音が悪く「日本の公安のトップとしての説得力に欠けるものがあった」為、本編ではイギリス人俳優ロバート・リーティーが丹波のセリフを吹き替えた[注釈 15][注釈 16][注釈 17]（既述通り浜の声も吹き替え）。なお浜によると、日本人の奇天烈な描写に関しては丹波と共に指摘を行い、かなり修正させたという。
- 大里化学の社長室で格闘する相手は日本人ではなく、アメリカ領サモア出身のプロレスラー、ピーター・メイビアである[11]。また、ブロフェルドの手下で要塞エンジニアのスペクターNo.3役で登場するバート・クウォークは、『ゴールドフィンガー』でも同じようなゴールドフィンガーの手下でエンジニアの「リン氏」役で出演している。クウォークは複数のボンド映画に出演した数少ない悪役の一人である。また、ピーター・セラーズ主演の『ピンクパンサー』シリーズでクルーゾー警部の助手（ケイトー）役を演じていた。
- よく聞くと、タイガーやアキはボンドを「ボンさん」と呼んでいる。原作には日本人はBONDのDが発音できないと言う文があり、これに従ったと推測されている。
- タイガーとキッシーは最終決戦に進んで参加するシリーズ最初の協力者とボンドガールである。

### 撮影
- 前4作まで撮影を担当したテッド・ムーアに代わって、本作は『アラビアのロレンス』など多くのデヴィッド・リーンの作品を手掛けたフレディ・ヤングが担当した。
- ヤングはブルーバック合成を大胆に取り入れたり、高さ45m、東京ドーム一個分の巨大なスペクター基地の撮影を難なくこなすなど、その手腕を余すことなく見せつけた。
- 本作には大相撲本場所の様子が登場したり、忍法や居合術を見せる場面があったり、日本式の結婚式の模様が詳しく紹介されているが、これらにはそれぞれ劇中の数分間を割いており、従来のボンド映画とは一線を画す演出となっている。これはイアン・フレミングの原作がやはりそのような書き方になっているため。後半が原作を大幅に脚色したスペクタクル巨編となっている一方で、全体としては日本文化に並々ならぬ興味を持っていたフレミングの精神を尊重するという、独特な作風が本作の大きな特徴である。
- ロケハンのために、監督を初めとするスタッフはヘリコプターを借りて日本全国を飛び回った。
- 大里化学本社の外観はホテルニューオータニで撮影した。ただし、映画でボンドは「ヒルトンホテルに宿泊している」と発言している。これはショーン・コネリーが日本滞在中に東京ヒルトンに宿泊する際、このセリフを入れるかわりに宿泊費の大幅割引をプロデューサーが頼んだため[注釈 18]。
- コネリーらの一行は東京に到着するなりファンとマスコミに取り囲まれ、プロデューサーのブロッコリは宿泊先の東京ヒルトンで急きょ記者会見を設けた。疲労し苛立っていたコネリーは、会見に開襟シャツとスラックス姿でソックスを履かず、（当時から薄毛で撮影時は使用していた）かつらも付けずに現れ、無愛想に振舞った。またこの会見で、コネリーはボンド役を引退することも明らかにした[25]。
- ボンドカー（トヨタ・2000GT・本映画用のオープンカー仕様車）とカーチェイスの末、富士スピードウェイ内の道路でボーイング・バートルV-107に吊るされ、そのまま東京湾に捨てられた大里化学から差し向けられた殺し屋のトヨペット・クラウンが、その後回収されないまま東京湾に沈んでいるという噂があったが、制作補として撮影に関わった大映テレビ（当時）の小山信行はインタビューで「すぐにダイバーが潜って引き上げた」とこの噂を否定している[26]。なお2000GTの実際の走行シーンは、レーサーの福澤幸雄による運転で撮影が行われ[21]、アキ役の若林は運転が出来ないことから、撮影用の2000GTが進呈される話しを断っている[5]。
- 神戸港の第8突堤で撮影されたスポットは、1995年1月の阪神・淡路大震災で倒壊した。その神戸での格闘シーンでは、かつて笑点の座布団持ちで親しまれた松崎真が出演している。
- ブロフェルドの隠れ家は、原作では海岸沿いの古城ということになっている。しかし、プロダクション・デザイナーのケン・アダムは、日本で撮影に使用できるそのような城はありえないことを知り[注釈 19]、これが 火山火口内の秘密基地 というアイディアに繋がる。一方「画になる古城」の方は、姫路城がタイガーの忍者部隊の訓練施設として登場した。
- 姫路城での忍者部隊が稽古するシーンに極真会館所属の大沢昇と加藤重夫が出演した[27][注釈 20]。撮影の合間にも大沢と加藤は練習していたが、その熱心さにショーン・コネリーが彼らを気に入り「あなた達の道場に行きたい」と言い、1966年（昭和41年）9月3日にコネリーが極真会館本部道場に来訪して演武会が行われた[27]。大沢、加藤の他に大山茂らが参加し、数々の試割りや演武を披露した[27]。なお、コネリーには極真会館より名誉参段が贈呈された[28]。
- 姫路城は日本国外の映画撮影許可に関して慎重になっているが、この映画が原因である。特殊部隊訓練シーンの撮影の際、城壁に畳を掛け、そこに手裏剣を投げ込むシーンなどが撮られたが、的を外れた手裏剣が城壁に当たったり、振り回した長刀が当たったりして傷を刻んでしまった。作中でも、手裏剣が壁に当たる様子が映りこんでいる。管理事務所は撮影中止を宣告したが、ピーター・ハント率いる第二班がそれ以降も城内で無断撮影を続けた。無断で撮影されたフィルムは没収され、撮影隊は姫路城を追い出された。その後、姫山公園で一部撮影し、撤退した[29]。1995年に放送された『探偵!ナイトスクープ』にはロケ当時の姫路城管理局局長が出演し、「『国宝に傷を付けるとは何事か!』と立腹して映画会社に損傷した城壁を全部綺麗に修復させた。」というエピソードを語った。

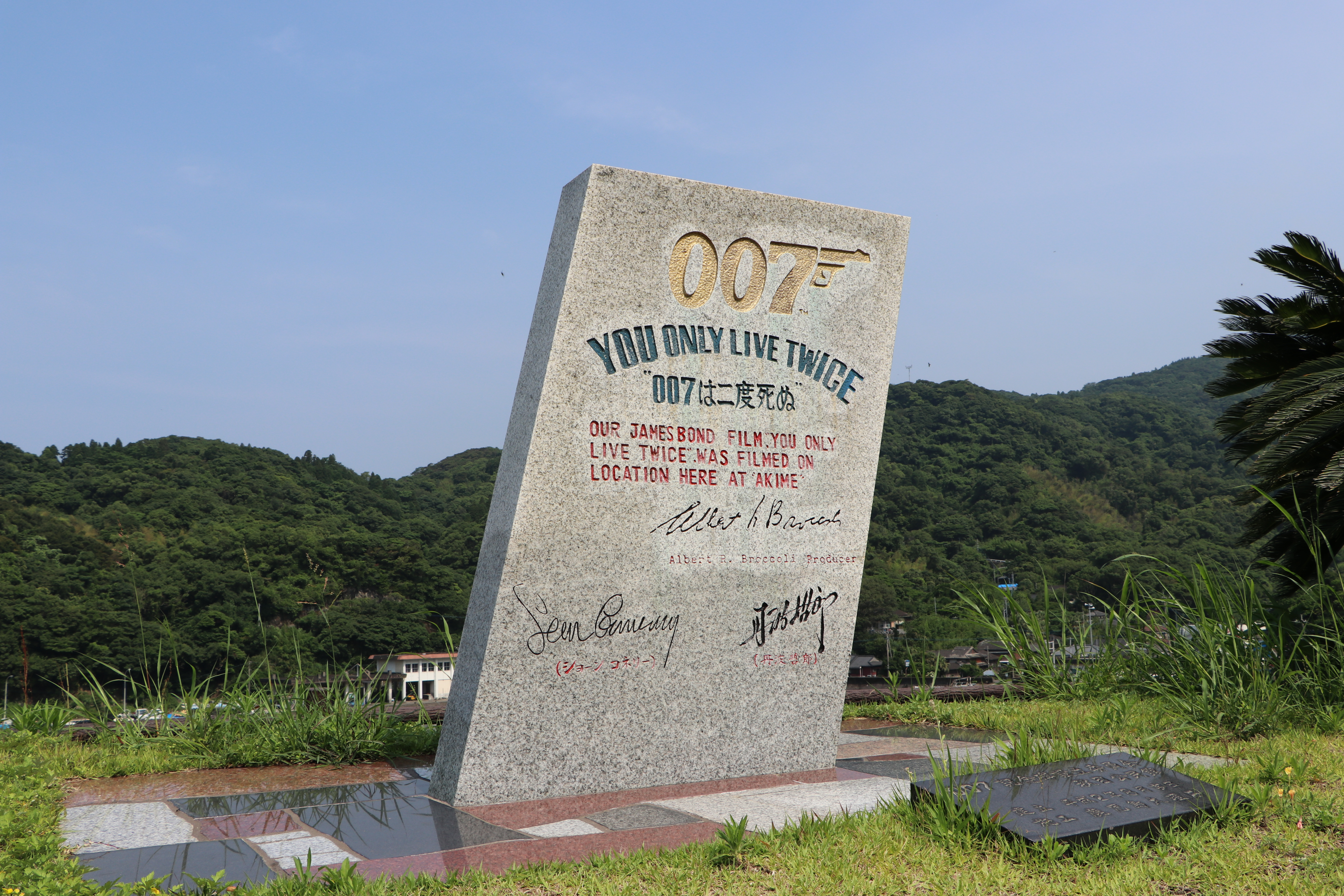
撮影が行われた坊津町秋目（現・南さつま市）に建てられたショーン・コネリー、丹波哲郎直筆サイン入りの撮影記念の石碑

- 漁村のシーンが撮られた鹿児島県坊津は、「神戸と上海の間にある島」として登場する[注釈 21]。また、町民の長年の陳情を受けて、撮影の前年に補強されたコンクリート製の桟橋が「映画の雰囲気に合わない」という理由により、一夜にして木製のものに作り替えられるなど、トラブルも多かったという[注釈 22]。一方、毎日大勢のスタッフ等が大量のビールを消費するなどしたため、近所の商店で大儲けをしたところもあったという[30]。現在は町を見下ろす高台にショーン・コネリー、丹波哲郎らのサインの入った記念石碑が建てられ、観光スポットとなっている。
- 坊津で撮影が始まると、困ったのは肝心の海女が潜れないという笑うに笑えない確認漏れだった。浜美枝は泳げるが泳ぐのがやっとというレベル、海女役の日本人エキストラたちも泳げるが潜水は自信がないということだった。「それなら私がやるわ」と名乗り出たのがショーン・コネリーに同伴していた妻のダイアン・シレントだった。シレントは子供の頃から泳ぎが得意で潜水も長時間できた為、映画でキッシーが潜るシーンは全てシレントが演じた[22][23]。
- 海女の少女役で松岡きっこが数秒だけ出演したが[10]（ボンドの操縦する小型のオートジャイロを見上げる役）、それでも厳しいオーディションがあったと本人が語っている。
- 米ソのロケット打ち上げのシーンでは、実際のロケット打ち上げの映像が使用された。アメリカの打ち上げシーンは、当時進行していたジェミニ計画のタイタンIIロケットの打ち上げをクルーがケネディ宇宙センターに赴いて撮影した。だがソビエトの打ち上げシーンではボストーク計画が当時まだ最高機密に属しており、R-7ロケットの形状や打ち上げ等を記録した画像が西側はおろかソ連国内でも公開されていなかった。そこで製作スタッフはジェミニの前のマーキュリー計画で使われたアトラスロケットの打ち上げを記録したストック映像を入手、これをボストークの打ち上げシーンに使用した。しかし、編集ミスにより本編では映像が米ソで逆になっている。
- ブロフェルドの要塞が忍者隊の総攻撃を受けて爆発炎上するラストのシーンを撮影中に、爆発の轟音に驚いたブロフェルドのペルシャネコが膝の上から飛び跳ねて逃げ出し、行方をくらました。広いセットの中で怯えた猫一匹を探し出すのは至難の業で、セット用の木材の陰に潜んでいたのが発見されたのは何日も経ってからのことだった。ところが誰が何を思ったのか、この発見されたときの震えが止まない哀れな猫の姿をフィルムに収めていた者がおり、しかも本編の中で使用された。要塞総攻撃が始まり司令室の防御シャッターが鋭い金属音をたてて閉まると、これに驚いたペルシャネコがアップで映し出されるカットがそれである。
- 本作はボンド映画でイギリス本土のシーンが1つもない唯一の作品である（イギリス領香港のみ）。
- 劇中、人工衛星がソビエト連邦の手により粉砕されたと感知したアメリカ軍が軍用機を大挙ソビエト連邦に飛ばす場面があるが、全て滑走路で実機を飛ばして撮影している。その中には今でも現役であるB-52、現在は既に退役しているF-100、B-47などが見られ、実際に離陸させ緊迫感を出す効果を挙げた[注釈 23]。しかし、当時はまだソ連製の空軍機がまだ世間に非公開の時代で撮影許可が下りず、旧式化したMiG-15などを飛ばして表現している。
- 劇中、ボンドが棒術の稽古をするシーンでコネリーの指導をしたのは、日本武術研究者のドン・ドラエガー（Donn F. Draeger）であった[31]。
- 地下基地の撮影セットのレーダーはイギリスドラマ『謎の円盤UFO』でも流用され、イギリスが舞台ながら日本列島が映っている。

### 事故
本作は歴代の007作品の中でも関係者の事故が多い作品である。映画の撮影中の1966年3月5日、英国海外航空のボーイング707型機が富士山山麓に墜落、乗員乗客124人全員が死亡したが、その中にはイギリスに帰国するスタッフが含まれていた（詳細は英国海外航空機空中分解事故を参照）。同機には監督のルイス・ギルバート、製作のハリー・サルツマンとアルバート・R・ブロッコリ、撮影のフレディ・ヤング、プロダクション・デザインのケン・アダムも搭乗する予定だった上に当該機の機長と前夜夕食を共にしていたが、出発の2時間前になってそれまで都合がつかなかった忍法指南による忍者術の記録映画の披露が急遽行われることになりこの5名は搭乗をキャンセルしている。数時間後、同機遭難の知らせをうけた一行は青ざめ、「これが二度目の命だ」と胸を撫で下ろしたという。また「リトル・ネリー」とヘリコプター部隊の空中戦の撮影シーンでは、イギリス人カメラマンのジョニー・ジョーダンが片足を切断する大事故に遭うなど、本作は航空事故との因縁が深い作品となった。

### ロケ地
日本・東京
- 旧蔵前国技館
- 銀座四丁目交差点（風景）
- ニューオータニ（大里化学本社）
- 営団地下鉄（現・東京メトロ）丸ノ内線（タイガー・田中の移動手段）
- 丸ノ内線方南町支線中野新橋駅（タイガー・田中のオフィス）
- 駒沢オリンピック公園（カーチェイス）
- 代々木第一体育館付近（カーチェイス）

日本（東京以外）
- 富士スピードウェイ（カーチェイス）
- 神戸港の新港第8突堤（浜の男たちとの乱闘）
- 姫路城（忍者訓練シーンでは極真会館のメンバーが撮影に協力した）
- 鹿児島県 坊津町秋目（現・南さつま市）（漁村）
- 霧島山新燃岳（空撮）
- 大阪市・中之島の朝日ヘリポート（ヘリコプター撮影は不明）
- 熊野那智大社（キッシー鈴木との神前結婚式）
- 鹿児島 重富荘（タイガー田中の自宅）
- 鹿児島市天保山付近（「リトル・ネリー」離陸シーン。背景に桜島が写っている。）

香港
- 香港島、ビクトリア・ハーバー（オープニング水葬シーン）

## 興行成績
1967年の映画の世界興行成績で、第2位（1位は『ジャングル・ブック』）。舞台となった日本では、1967年度の外国映画興行成績で第1位（日本映画を含めると『黒部の太陽』に次ぐ第2位）を記録した。

## 主題歌
フランク・シナトラの愛娘、ナンシー・シナトラが歌っている。イギリスでは、カップリング曲だった“ジャクソン”と共に両面ヒットとなり、「ミュージック・ウィーク」誌では、最高位11位、アメリカでは、“ジャクソン”のB面としてリリースされ、「ビルボード」誌で、最高位44位だった。また、同サウンドトラック・アルバムは、「ビルボード」誌アルバム・チャートで、最高位27位を獲得している。